# دیمبولگودا
دیمبولگودا (به لاتین: Dimbulgoda) یک منطقهٔ مسکونی در سری‌لانکا است که در استان مرکزی (سری‌لانکا) واقع شده‌است.